# لي جانج كوان
لي جانج كوان (4 يوليو 1974 بسول في كوريا الجنوبية - ) هو لاعب كرة قدم كوري جنوبي في مركز الوسط. لعب مع إنتشون يونايتد ونادي بوسان أي بارك.

## وصلات خارجية
- لي جانج كوان على موقع دوري كوريا الجنوبية (الإنجليزية)
- لي جانج كوان على موقع قاعدة بيانات كرة القدم.إي يو (الإنجليزية)